# Bal du moulin de la Galette
Bal du moulin de la Galette (Buổi khiêu vũ tại Moulin de la Galette) hay còn được biết đến với tên Le moulin de la Galette là một bức tranh được Pierre-Auguste Renoir vẽ năm 1876. Bức họa này ngày nay được trưng bày tại Bảo tàng Orsay ở Paris và là một trong những tác phẩm nổi tiếng nhất của trường phái ấn tượng. Bức tranh miêu tả một buổi chiều chủ nhật điển hình ở quán Moulin de la Galette, khu phố Montmartre, Paris. Vào cuối thế kỷ 19, những người dân thuộc tầng lớp công nhân của Paris thường giải trí bằng những buổi khiêu vũ, uống và cùng ăn món galette (bánh khoai tây nghiền rồi rán) cho tới tận đêm. Giống như nhiều tác phẩm khác của Renoir, Bal du moulin de la Galette thể hiện một khoảng khắc của đời sống thường nhật.
Từ năm 1879 đến năm 1894, Bal du moulin de la Galette nằm trong bộ sưu tập của họa sĩ Gustave Caillebotte. Khi Caillebotte qua đời, bộ sưu tập này được tặng lại cho nhà nước Pháp và Bal du moulin de la Galette trưng bày ở bảo tàng Luxembourg từ năm 1896. Đến năm 1929, bức họa được chuyển về Bảo tàng Louvre. Khi Bảo tàng Orsay mở cửa năm 1986, Bal du moulin de la Galette được mang tới và trưng bày ở đó cho tới ngày nay.

## Kỷ lục đấu giá

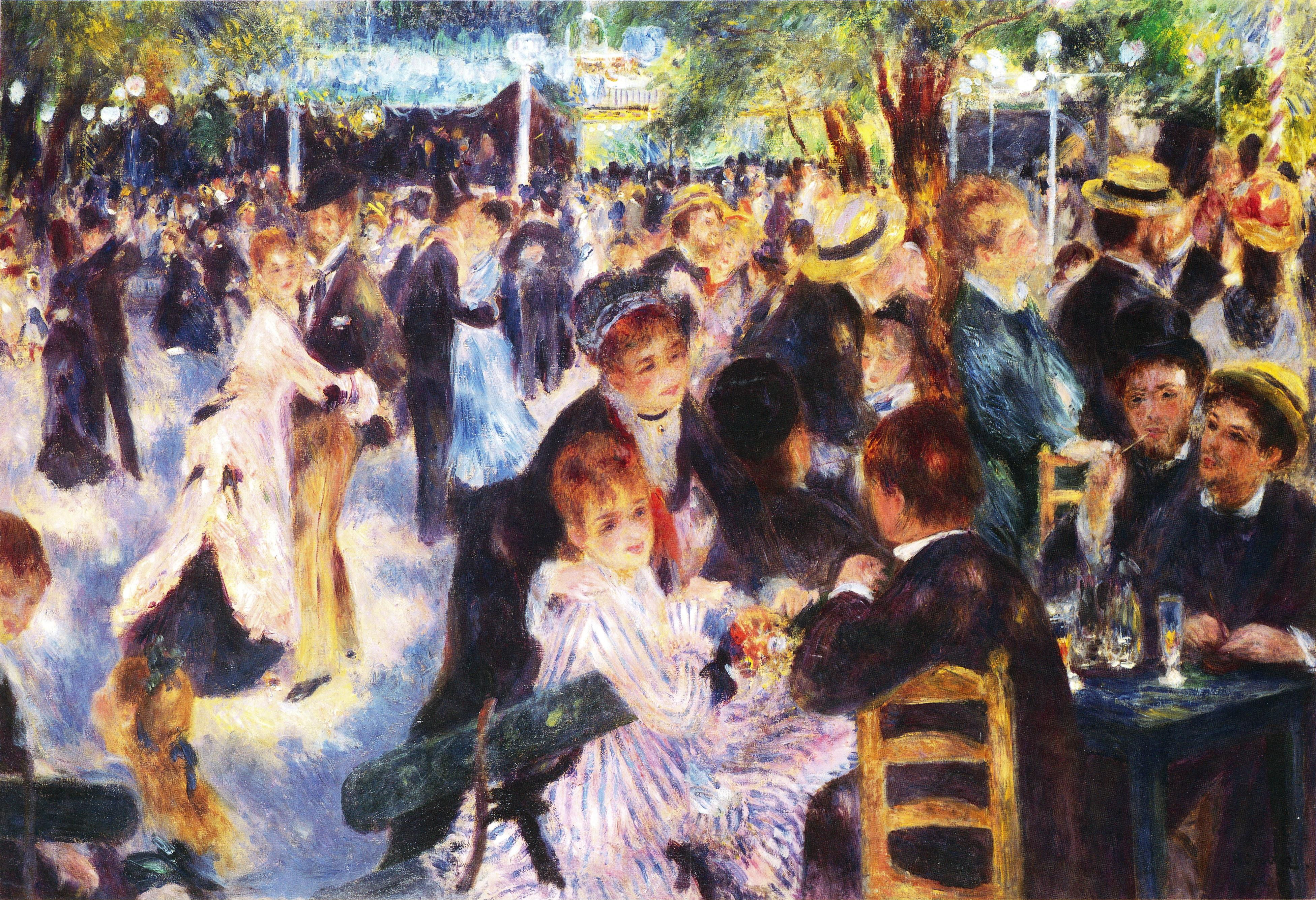
Phiên bản nhỏ hơn

Một phiên bản nhỏ hơn (78 × 114 cm) có cùng họa tiết đã được bán cho doanh nhân Nhật Bản Saitō Ryōei vào ngày 17 tháng 5 năm 1990 với giá 78,1 triệu đô la tại Sotheby’s ở thành phố New York. Sau khi ông qua đời, bức tranh được bán cho một người mua giấu tên vào năm 1997 với giá 50 triệu đô la. Đây là một trong 20 bức tranh đắt giá nhất từng được bán (tính đến tháng 10 năm 2016). 